# Албанска ривијера
Албанска ривијера (алб. Riviera shqiptare/Bregu) обалско је подручје у Валонском округу уз Јонско море и планину Церанија у јужној Албанији. Албанску ривијеру не треба мешати са целом албанском обалом која укључује и ривијеру али и, углавном, равну обалу централне и северне Албаније. Традиционално, регија почиње јужно од Националног парка Логара, наставља се уз обалу код села Борш, Химара, Кепаро и Пикераси и завршава се у Лукову.
Регија је постала позната након реконструкције обалског аутопута SH8 2009. године, затим наступа Тијеста (једног од најпознатијих ди-џејева) у Дерми 2010. године, снимања једне од епизода серије Топ гир у којој аутомобили возе поменутим путем.
Ривијера је позната по ноћном животу, екотуризму и елитним одредиштима у Албанији. Има традиционална медитеранска села, старе дворце, православне цркве, осамљене плаже, тиркизно море, планинске пределе, морске увале, реке, подводну фауну, пећине, затим пољопривредне плодове као што су наранџе, лимуни и маслине.
Светска банка и друге институције финансирају локалне инфраструктурне пројекте, укључујући и обнову кровова и фасада традиционалних кућа с погледом на ривијеру, редизајнирање градских тргова, изградњу водоснабдевне и канализационе мреже. Целом обалом Албаније, преко 476 километара, управља Национална обалска агенција.
На ривијери се одржава неколико међународних музичких фестивала као што су Soundwave Albania и Turtle Fest, а најпознатији клубови су Havana Beach Club и Folie Marine, клуб на отвореном.

## Галерија
- Град Дерми
- Манастир на острву Звернец
- Плажа Порто Палермос
- Ксамил
- Полуострво Карабурун
- Амфитеатар Бутринт, 2009. године
- Плажа у граду Ђипе
- Град Саранда, 2016. године
- Ривијера зими
- Дворац Палермо